# Scaeva patagoniensis
Scaeva patagoniensis är en tvåvingeart som beskrevs av Kassebeer 1999. Scaeva patagoniensis ingår i släktet glasvingeblomflugor, och familjen blomflugor. Inga underarter finns listade i Catalogue of Life.